# Macrostylidae
Famille
Les Macrostylidae sont une famille de crustacés isopodes comprenant deux genres selon l’ITIS et monotypique pour d'autres bases de données.

## Liste des genres
Selon ITIS (3 février 2023) :
- Desmostylis Brandt, 1992
- Macrostylis G. O. Sars, 1864

Selon BioLib (3 février 2023), NCBI (3 février 2023), World Register of Marine Species (3 février 2023) :
- Macrostylis G.O. Sars, 1864